# Феррисс, Тимоти
Не следует путать с Тимоти Феррисом, американским писателем, родившемся в 1944 году.
Тимоти Феррисс (англ. Timothy Ferriss, р. в 1977 году) — американский писатель, оратор, инвестор. В 2007 году он опубликовал книгу «The 4-Hour Workweek: Escape 9-5, Live Anywhere, and Join the New Rich», которая стала бестселлером по версиям New York Times, Wall Street Journal и USA Today.
Феррисс — успешный инвестор, бизнес-ангел, наставник бизнес-акселератора TechStars с 2008 года . Он был инвестором или консультантом таких стартапов, как Facebook, Digg, Twitter, StumbleUpon, Posterous, DailyBurn, Evernote, Shopify, Uber.

## The 4-Hour Workweek
В апреле 2007 года издательство Random House выпустило книгу об эффективном управлении собственным временем «The 4-Hour Workweek», её полное название на русский переводится примерно как: «Как работать по 4 часа в неделю, не торча в офисе „от звонка до звонка“, и при этом жить где угодно и богатеть». В этой книге автор рассказывает, как управлять собой и эффективно делегировать рабочие и домашние задачи, а также избегать информационной перегрузки, разработав свой собственный «стиль жизни». Также он выступает за наём виртуальных помощников из развивающихся стран, таких как Индия.
До выхода этой книги Феррисс был неизвестен. В значительной степени его книга продавалась через блогеров, с которыми он создал личные отношения. С тех пор хвалит эту технику. В итоге книга стала номером один в списках бестселлеров New York Times и Wall Street Journal.
Выход этой книги позволил блогу Феррисса попасть в лучшую тысячу на Technorati. Согласно Fast Company, эта книга прочитана «множеством технических руководителей по всему миру».

## Книги
Феррисс является автором пяти книг:
- «The 4-Hour Workweek» (2007, расширенная версия 2009),
- «The 4-Hour Body» (2010, переведена на русский язык как «Совершенное тело за 4 часа»),
- «The 4-Hour Chef» (2012),
- «Tools of Titans» (2016), и
- «Tribe of Mentors» (2017).

## Интересные факты
- Подкаст Тимоти Ферриса «The Tim Ferriss Show» был первым бизнес подкастом в Apple, который преодолел отметку в 10 млн скачиваний и 3 года подряд был выбран лучшим в Apple Podcasts[15].
- Тимоти Феррисс - первый американец в истории, установивший мировой рекорд Гиннесса по танго.[16]
- Тимоти Феррисс регулярно использует психоделический напиток аяуаска, несмотря на тяжелый первый опыт. Он отозвался об этом опыте так: «Я помню, как говорил: «Я никогда не буду делать это снова». Но через несколько месяцев он понял, что с ним случилось нечто поразительное. «Девяносто процентов гнева, которому я был подвержен десятилетиями с тех пор, как я был ребенком, просто исчезли. Нет на месте.»[17]